# Charles Amédée Kohler

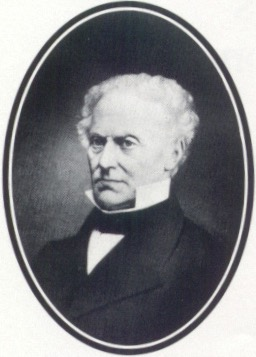
Charles Amédée Kohler

Charles Amédée Kohler (* 15. Juni 1790 in Lausanne; † 15. September 1874 ebenda) war ein Schweizer Chocolatier und Unternehmer.

## Leben
Charles Amédée Kohler war der Sohn des Kaufmanns Gottlieb Kohler. 1817 heiratete er Françoise Marie Hofstetter.
Er arbeitete schon früh im Kolonialwarengeschäft und Weinhandel seines Vaters in Lausanne mit. 1817 bildete er mit seinem Bruder das Unternehmen Amédée Kohler et Fils, in welchem er auch eingekaufte Schokolade vertrieb. 1831 gründete er eine eigene Schokoladefabrik in Lausanne. Ein wichtiges von Kohler entwickeltes Produkt war die Haselnussschokolade, die zu einem Markenzeichen von Kohler wurde. Der Betrieb wurde 1849 aus der Stadt in das Gebiet von Sauvabelin am Fluss Flon verlegt, wo Kohler ein ehemaliges Wasserwerk gekauft hatte. 1865 übergab Charles Amédée Kohler die Leitung der Fabrik seinen Söhnen.
1904 fusionierte das Unternehmen mit der Schokoladefabrik Peter-Cailler et Compagnie. Daraus entstand die Firma Société Générale Suisse de Chocolats Peter et Kohler réunis. Diese 1911 auch mit Cailler und 1929 gingen diese Fabriken im Konzern Nestlé auf, der mit ihrem technischen Wissen nun selbst als Schokoladenhersteller tätig wurde.
Die Erinnerung an die ehemalige Fabrik bei Lausanne ist im Namen der modernen Autobahnbrücke Viaduc de la Chocolatière, die in der Nähe des Werkes den Flon überspannt, lebendig geblieben.